# Evangeliario di Teodolinda

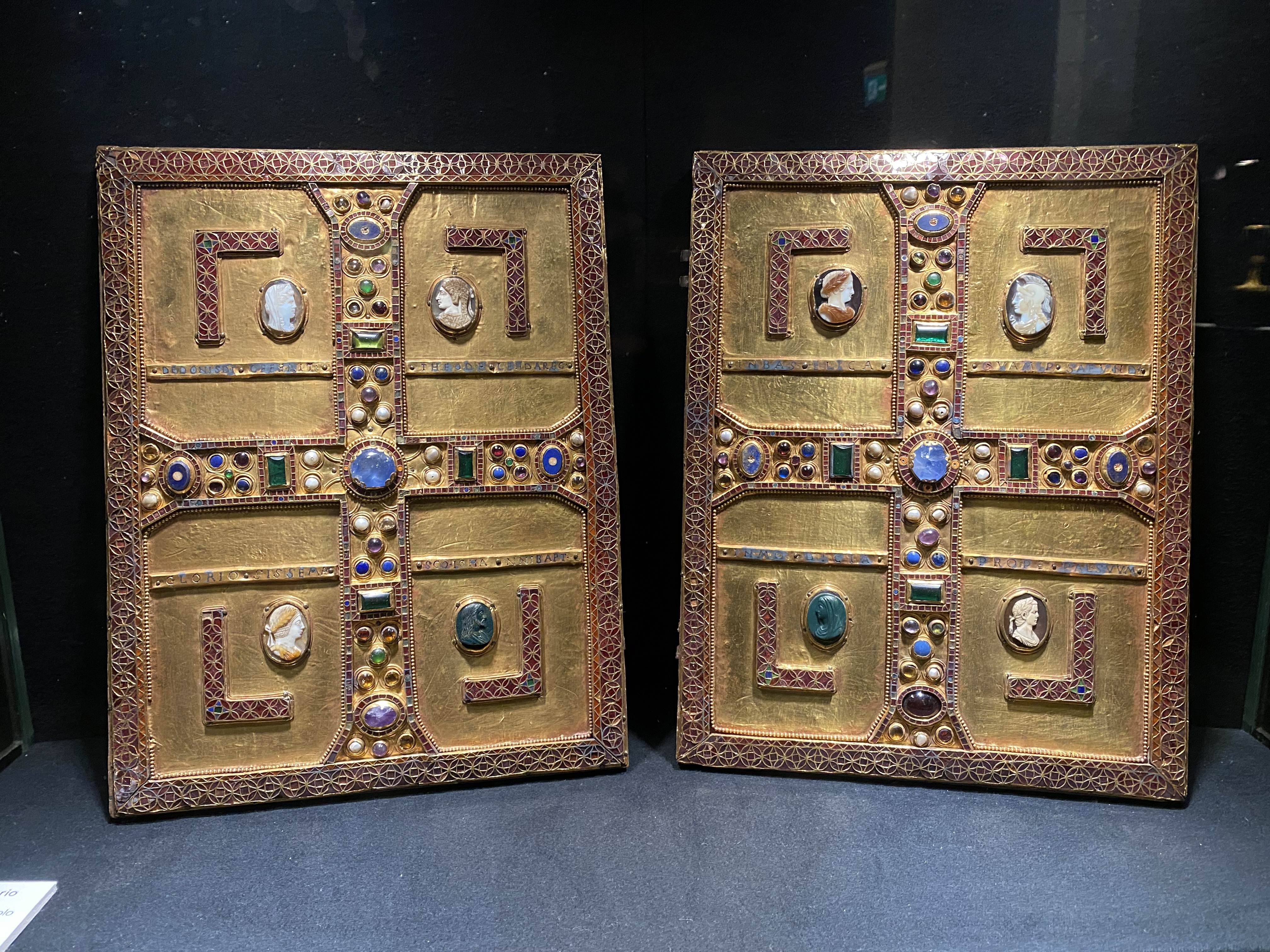
L'Evangeliario di Teodolinda nella propria teca presso il Museo e Tesoro del Duomo di Monza.

L'Evangeliario di Teodolinda è un'opera di oreficeria e toreutica longobarda realizzata in Italia.
Ne resta solo la legatura, conservata nel Museo e tesoro del duomo di Monza.

## Storia
Secondo la tradizione, venne donato a Teodolinda da papa Gregorio I nel 603, in ringraziamento per l'avvenuta conversione della popolazione longobarda dall'Arianesimo al Cattolicesimo. Un'epigrafe in latino incisa sui listelli delle piastre ne ricorda il dono alla basilica di San Giovanni Battista da parte della regina.

## Descrizione
La legatura (tutto ciò che rimane dell'originale, essendo andato perduto il Vangelo che vi era contenuto) è composta da due tavole in oro decorate da smalti, pietre preziose, vetrine e cammei. Ciascun piatto misura 34,10 x 26,50 cm. Le pietre sono incastonate a freddo, secondo uno schema che ricorda il gusto per la varietà di forme in composizioni simmetriche di epoca tardo-antica. La copertura dell'Evangelario mostra un gusto spiccatamente policromo, con tagliate a cabochon e smalti che risaltano sul dominante oro del fondo. 
In ciascuna lastra, all'interno di una cornice a sbalzo con fiorellini stilizzati, è racchiusa una croce che ricorda le coeve croci gemmate in lamina d'oro, come la Croce di Agilulfo. La forma è quella della croce latina, con i bracci leggermente svasati alle estremità: al centro ha una pietra levigata rotonda, bordata da un motivo a rilievo, mentre sui bracci sono collocate le pietre preziose alternate a piccole pietre rotonde. Le prime, quadrate ed ovali, sono state scelte in maniera da accostare forme e colori diversi, ma sempre mantenendo la simmetria dei bracci. 
Nel campo di sfondo due fasce sottili si trovano perpendicolari a un terzo dell'altezza dei bracci maggiori, e nei quattro sotto-riquadri si trovano cammei di reimpiego e un bordo a "L", riempito con la tecnica della filigrana, girato in modo da suggerire un rettangolo che intersechi la croce. Anche la cornice generale è lavorata a filigrana.